# Trachyrhamphus
Trachyrhamphus  es un género de peces singnatiformes de la familia Syngnathidae.

## Especies
Se reconocen las siguientes especies:
- Trachyrhamphus bicoarctatus
- Trachyrhamphus longirostris
- Trachyrhamphus serratus